# Entandrophragma delevoyi
Espèce
Entandrophragma delevoyi est une espèce d'arbres de la famille des Méliacées.